# Приємний (зупинний пункт)
Приє́мний — пасажирська зупинна залізнична платформа Лиманської дирекції Донецької залізниці.
Розташована на кордоні Донецької та Харківської областей, поблизу с. Студенок Ізюмського району Харківської області. Платформа розташована на лінії 390 км — Лиман між станціями Святогірськ (6 км) та Букине (7 км).
На платформі зупиняються приміські електропоїзди.